# Aoi Miyazaki
Aoi Miyazaki (宮崎 あおい Miyazaki Aoi?,  Suginami, Tokio, 30 de noviembre de 1985) es una actriz, actriz de voz y modelo japonesa. Es conocida por sus papeles en las películas de Nana y Virgin Snow. Es hermana del actor Masaru Miyazaki, con el cual protagonizó la película Hatsukoi. Se la considera una de las mujeres más bellas de Japón.

## Filmografía

### Televisión
| Año  | Título                      | Personajes       | Notas                                   |
| ---- | --------------------------- | ---------------- | --------------------------------------- |
| 1999 | Genroku Ryoran              | Sayo Yatō        |                                         |
| 2000 | Hatachi no Kekkon           | Shiori Chūganji  |                                         |
| 2000 | Girl                        | Azusa Minami     | Papel principal                         |
| 2000 | Himitsu Club O-daiba.com    | Rei Kōgen        |                                         |
| 2001 | Kabushikikaisha O-daiba.com | Rei Kōgen        |                                         |
| 2001 | R-17                        | Yukari Nomura    |                                         |
| 2001 | Fure, Fure Jinsei!          | Kyōko Yūki       |                                         |
| 2001 | Ao to Shiro de Mizuiro      | Kaeda Uchiyama   | Papel principal, especial de televisión |
| 2002 | Shiawase No Shippo          | Moe Sasamoto     |                                         |
| 2002 | Keitaideka Zenigata Ai      | Ai Zenigata      | Papel principal                         |
| 2004 | Chotto Matte Kamisama       | Akihiko Amagi    |                                         |
| 2004 | Riyu                        | Yukari Ishida    |                                         |
| 2004 | Chichi no Umi, Boku no Sora | Honoka Arai      |                                         |
| 2006 | Junjo Kirari                | Sakurako Arimori | Papel principal, Asadora                |
| 2008 | Atsuhime                    | Okatsu/Atsuhime  | Papel principal, Taiga drama            |
| 2015 | Asa ga Kita                 | Hatsu Imai       | Asadora                                 |

### Cine
| Año  | Título                                     | Personajes               | Notas                 |
| ---- | ------------------------------------------ | ------------------------ | --------------------- |
| 1999 | Ano Natsu no Hi                            | Tama Kobayashi           |                       |
| 2000 | Swing Man                                  | Futami Minase            |                       |
| 2001 | Eureka                                     | Kozue Tamura             |                       |
| 2002 | Harmful Insect                             | Sachiko Kita             | Papel principal       |
| 2002 | Pakodate-jin                               | Hikaru "Pikaru" Hino     | Papel principal       |
| 2002 | Tomie: The Final Chapter - Forbidden Fruit | Tomie Hashimoto          | Papel principal       |
| 2003 | Lovers' Kiss                               | Eriko Kawana             |                       |
| 2004 | Loved Gun                                  | Miyuki                   |                       |
| 2004 | A Blue Automobile                          | Konomi Saeki             |                       |
| 2004 | Riyu                                       | Yukari Ishida            |                       |
| 2004 | Amoretto                                   | Estudiante de secundaria |                       |
| 2005 | All About My Dog                           | Mika                     | Papel principal       |
| 2005 | Nana                                       | Nana Komatsu             | Papel principal       |
| 2006 | Gin-iro no Kami no Agito                   | Toola                    | Voz, papel principal  |
| 2006 | Gimme Heaven                               | Mari Michiki             |                       |
| 2006 | Eli, Eli, Lema Sabachthani?                | Hana                     |                       |
| 2006 | Su-ki-da                                   | Yu (joven)               | Papel principal       |
| 2006 | Hatsukoi                                   | Misuzu                   | Papel principal       |
| 2006 | Tada, Kimi wo Aishiteru                    | Shizuru Satonaka         | Papel principal       |
| 2006 | Umi de no Hanashi                          | Kaede Fukino             | Papel principal       |
| 2007 | Tokyo Tower: Mom and Me, and Sometimes Dad | DJ Idol                  |                       |
| 2007 | Virgin Snow                                | Nanae Sasaki             |                       |
| 2007 | Sad Vacation                               | Kozue Tamura             |                       |
| 2008 | Bloody Snake Under the Sun                 | An Anjo                  |                       |
| 2008 | Flowers in the Shadows                     | Naruko/Hisako            |                       |
| 2008 | Children of the Dark                       | Keiko Otowa              |                       |
| 2009 | The Shōnen Merikensack                     | Kanna Kurita             | Papel principal       |
| 2009 | Mt. Tsurugidake                            | Hatsuyo Shibasaki        |                       |
| 2010 | Solanin                                    | Meiko                    | Papel principal       |
| 2010 | Okan no Yomeiri                            |                          |                       |
| 2010 | Colorful                                   |                          | Voz                   |
| 2011 | Kamisama no Karute                         | Haruna Kurihara          |                       |
| 2011 | Tsure ga Utsu ni Narimashite               | Haruko                   | Papel principal       |
| 2011 | Chronicle of My Mother                     | Kotoko                   |                       |
| 2012 | Wolf Children Ame and Yuki                 | Hana                     | Papel principal (voz) |
| 2012 | Tenchi: The Samurai Astronomer             | En                       |                       |
| 2013 | Petal Dance                                | Jinko                    |                       |
| 2013 | Fune wo Amu                                | Kaguya Hayashi           |                       |
| 2013 | Yellow Elephant                            | Aiko Tsumari             |                       |
| 2014 | Kamisama no Karute 2                       |                          |                       |
| 2014 | The Vancouver Asahi                        | Toyoko                   |                       |
| 2015 | El niño y la bestia                        | Kyūta                    | Voz                   |
| 2016 | Anger                                      | Aiko                     |                       |
| 2016 | If Cats Disappeared From the World         | She                      |                       |
| 2016 | Birthday Card                              | Yoshie                   |                       |
| 2017 | Last Recipe                                | Chizuru                  |                       |

## Premios
| Año  | Premios                                | Categoría                     | Trabajos                                                   | Resultados |
| ---- | -------------------------------------- | ----------------------------- | ---------------------------------------------------------- | ---------- |
| 2001 | 23rd Three Continents Festival         | Mejor Actriz                  | Harmful Insect                                             | Ganadora   |
| 2002 | Cinemanila International Film Festival | Mejor Actriz                  | Harmful Insect                                             | Ganadora   |
| 2002 | 15th Nikkan Sports Film Award          | Mejor Nuevo Talento           | Harmful Insect                                             | Ganadora   |
| 2002 | 11th Japan Film Professional Awards    | Mejor Estímulo Nuevo          | Eureka                                                     | Ganadora   |
| 2002 | 16th Takasaki Film Festival            | Mejor Nueva Actriz            | Eureka                                                     | Ganadora   |
| 2008 | Vogue Japan Women of the Year          | Vogue Japan Women of the Year | Vogue Japan Women of the Year                              | Ganadora   |
| 2009 | 53rd Premios Élan d'Or                 | Recién llegado del año        | Atsuhime                                                   | Ganadora   |
| 2009 | 12th Nikkan Sports Drama Grand Prix    | Mejor Actriz                  | Atsuhime                                                   | Ganadora   |
| 2009 | 45th Galaxy Award                      | Premio Individual             | Atsuhime                                                   | Ganadora   |
| 2009 | 5th TVnavi's Drama of the Year 2008    | Mejor Actriz                  | Atsuhime                                                   | Ganadora   |
| 2010 | 33rd Japan Academy Prize               | Mejor Actriz                  | Shonen Merikensack                                         | Nominada   |
| 2011 | 24th Nikkan Sports Film Award          | Mejor Actriz                  | Tsure ga Utsu ni Narimashite and Kamisama no Karute        | Ganadora   |
| 2012 | 35th Japan Academy Prize               | Mejor Actriz                  | Tsure ga Utsu ni Narimashite                               | Nominada   |
| 2013 | 36th Japan Academy Prize               | Mejor Actriz de Reparto       | Chronicle of My Mother                                     | Nominada   |
| 2014 | 37th Japan Academy Prize               | Mejor Actriz                  | The Great Passage                                          | Nominada   |
| 2016 | 41st Hochi Film Award                  | Mejor Actriz de Reparto       | Rage, If Cats Disappeared From the World and Birthday Card | Nominada   |
| 2016 | 29th Nikkan Sports Film Award          | Mejor Actriz de Reparto       | Rage and If Cats Disappeared From the World                | Ganadora   |
| 2017 | 59th Blue Ribbon Awards                | Mejor Actriz de Reparto       | Rage and If Cats Disappeared From the World                | Nominada   |
| 2017 | 71st Mainichi Film Awards              | Mejor Actriz de Reparto       | Rage                                                       | Nominada   |
| 2017 | 40th Japan Academy Prize               | Mejor Actriz                  | Rage                                                       | Nominada   |
| 2017 | 40th Japan Academy Prize               | Mejor Actriz de Reparto       | Birthday Card                                              | Nominada   |

## Anuncios
- Kirin Brewery (2016)
- Kagome (2015)
- Hagoromofuzu (2014)
- Unilever Japan (2014)
- Rohto (2014)
- Shiseido (2010)
- Morinaga & Co. (2010)
- Coca-Cola (2010)
- Cross Company (2010)
- Chubu Electric Power (2009)
- Parco (2008)
- Emporio Armani (2008)
- Shiseido (2007)
- Tokyo Metro (2007-2010)
- Glico (2007-2010)
- Olympus (2008-2014)
- UNIQLO (2007)
- Cholla plum wine (2007)
- Universal Music (2006)
- Daiichi Sankyo health care (2006)
- American Family Life Assurance Co. (2006)
- Avex Trax (2006)
- Meiji Seika Kaisha, Ltd. (2005)
- Otsuka Pharmaceutical Co. (2005-2006) junto a Yū Aoi
- ANA (2005)
- HOYA Health Care (2004-2007)
- Yamazaki Nabisco (2003-2005)
- Ajinomoto (2002-2008)
- Suntory Ltd. (2002-2013)
- NTT DoCoMo (2001-2006)
- NHK (2001-2002)
- Cecile (2001-2004)
- JACCS card (2001-2002)
- Mitsui Real Estate Sales (2001-2002)
- Benesse Corporation (2001-2002)
- Toshiba (2000-2001)
- Mitsubishi Motors (1999-2008)
- Namco (1998)
- Human (1998)
- House Foods (1998)
- Tommy (1997)
- Plenus (1996)
- Housing and Urban Development Corporation (1995)
- Asahi Kasei (1994-2012)
- Japan McDonald's (1993)
- Kinkando (1993)
- Kao (1992)
- Tokio Marine and Fire Insurance (1990)

## Actividades humanitarias
En los últimos años, Miyazaki ha tomado una posición más destacada en los proyectos de activismo humanitario.
En 2005, viajó con su hermano mayor Masaru Miyazaki a la India para experimentar la pobreza de primera mano, y resaltaron los problemas encontrados en su libro de fotos lanzado en 2006, Tarinai Peace.
En 2006, los hermanos viajaron a Dinamarca y Finlandia para investigar el calentamiento global. Sus experiencias fueron publicadas en sus álbumes de fotos de 2007 Love, Peace y Green Tarinai, Peace2.
En abril de 2008, Miyazaki participó en el evento Gold Ribbon Walking en Roppongi, Tokio para aumentar la conciencia y los fondos para el cáncer infantil.
Su película de 2008, Children of the Dark también aborda temas de explotación infantil.

## Vida personal
El 15 de junio de 2007, se casó con Sosuke Takaoka, quien fue su pareja desde que tenía quince años. En diciembre de 2011 se divociaron con Takaoka acusándola posteriormente de cometer adulterio en su cuenta de Twitter. El 23 de diciembre de 2017, se casó con Junichi Okada. El 19 de mayo de 2018, anunció que estaba embarazada, y el 16 de octubre de ese mismo año, dio a luz a su primer bebé.